# Бройлер

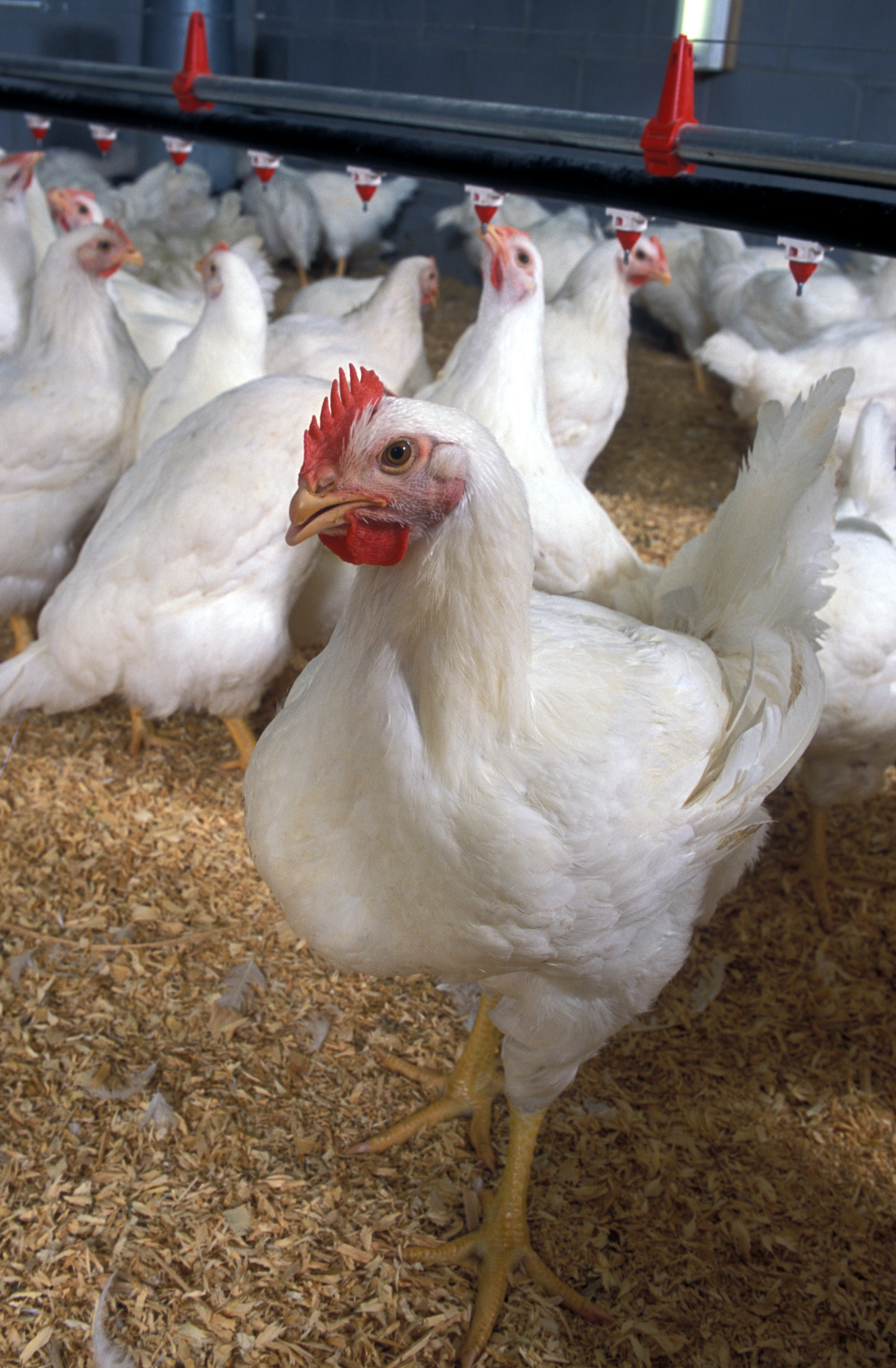
Курча-бройлер

Бройлер (англ. broiler, від broil — смажити на вогні) — скоростиглий гібрид свійської птиці, отриманий шляхом міжпородного схрещування.
Залежно від виду птиці використовуються різні вагові та вікові обмеження на такий молодняк.
Так наприклад:
- Для  качок — віком до 8 тижнів
- Для  курей — курча у віці до 7 тижнів, що важать до 2,5 кг
- Для  гусей — у віці до 12 тижнів
- Для  цесарок — у віці до 12 тижнів

Ці межі не є жорсткими і можуть мінятися залежно від  країни, регіону чи просто, з часом.
Для  виробництва бройлерів використовують, як правило, м'ясні та м'ясо-яєчні породи птиці або м'ясні лінії цих порід. При цьому досягається підвищена маса бройлера, внаслідок гетерозису.
М'ясо бройлерів найчастіше використовують для смаження і для приготування бульйонів.

## Курча-бройлер
Курча-бройлер — фінальний гібрид, отриманий в результаті схрещування декількох ліній різних порід курей, перевірених на сполучуваність.